# Corybas roseus
Corybas roseus là một loài thực vật có hoa trong họ Lan. Loài này được (Janch.) Janch. ex J.J.Sm. mô tả khoa học đầu tiên năm 1933.